# Pont de Constantí el Gran
El Pont de Constantí el Gran (en búlgar: Константинов мост, Konstantinov most; en romanès: Podul lui Constantin cel Mare) era un pont romà sobre el Danubi utilitzat per reconquerir Dàcia. Es va completar el 328 dC i va romandre en ús durant quatre dècades.
Es va inaugurar oficialment el 5 de juliol del 328 dC en presència de l'emperador Constantí el Gran. El pont de Constantí es considera el pont fluvial antic més llarg i un dels més llargs de tots els temps amb una longitud total de 2.434 metres, 1.137 metres dels quals abastaven la llera del Danubi.

## Construcció
Era una construcció amb pilars de maçoneria i pont d'arc de fusta i amb superestructura de fusta. El va fer construir Constantí el Gran entre Sucidava (actual Coràbia, comtat d'Olt, Romania) i Oescus (moderna Gigen, província de Pleven, Bulgària),. Aparentment, el pont es va utilitzar fins a mitjan segle IV, la principal raó d'aquesta suposició era que Valent va haver de creuar el Danubi utilitzant un pont de vaixells a Constantiana Daphne durant la seva campanya contra els gots el 367.
Mentre Luigi Ferdinando Marsigli intentava localitzar el pont al segle XVII, Alexandru Popovici i Cezar Bolliac van continuar aquesta recerca al segle XIX. Però els primers descobriments científics reals van ser realitzats per Grigore Tocilescu i Pamfil Polonic el 1902. El 1934, Dumitru Tudor va publicar el primer treball complet sobre el pont i l'últim enfocament sistemàtic a la riba nord del Danubi el va realitzar el 1968 Octavian Toropu.

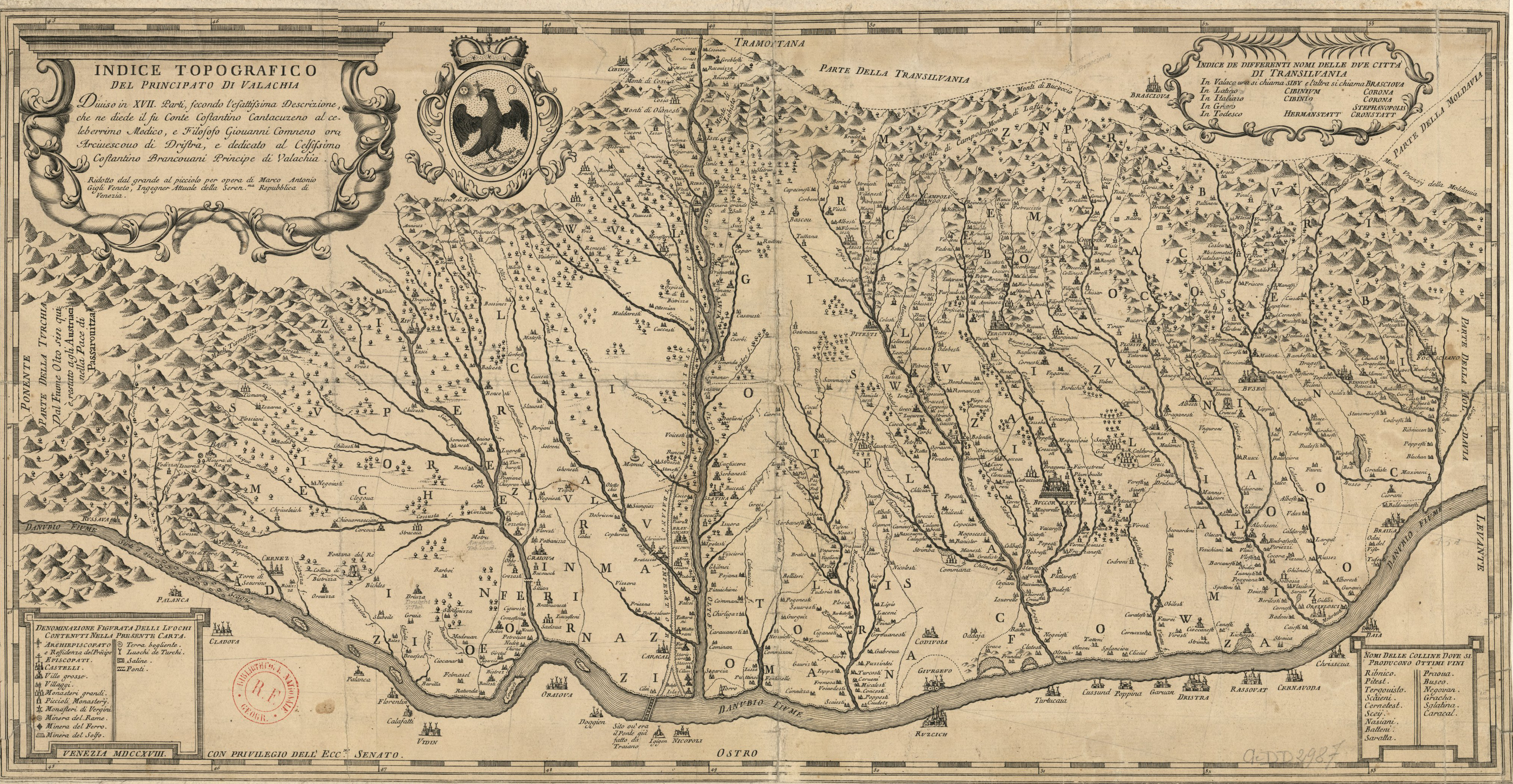
Mapa del segle XVII: representació del pont de Trajà

La longitud del pont era de 2.434 metres amb una coberta de fusta amb una amplada de 5,75 metres a 10 metres sobre l’aigua. El pont tenia dos pilars a cada extrem, que servien de porta per al pont.